# Euploea glarang
Euploea glarang är en fjärilsart som beskrevs av Martin 1912. Euploea glarang ingår i släktet Euploea och familjen praktfjärilar. Inga underarter finns listade i Catalogue of Life.